# 宮原民平
宮原 民平（みやはら みんぺい、1884年 - 1944年）は、日本の東洋学研究者。拓殖大学教授、学監を務めた。

## 経歴
現在の佐賀県多久市に生まれる。私立順天中学校（現順天中学校・高等学校）で学び、1902年に卒業。同年に台湾協会学校（現：拓殖大学）へ入学。大学では中国語学を専攻し、在学中には陸軍省学生通訳官として日露戦争に従軍した。1906年、台湾協会専門学校を卒業（4期）。
卒業後は、母校の台湾協会専門学校教員に就いた。立教大学教授を務め、1938年、東京帝国大学講師となり、中国文学を講じた。1939年、法学者の中村進午学監の逝去に伴い、拓殖大学第6代学監に就任。1944年、肝臓がんのため逝去。

## 研究内容・業績
専門は中国文学、中でも中国俗文学研究(白話文学)を専門とした。しかしながら、台湾の「拓殖経営に資する機関」として設立された台湾協会専門学校の教員となったことから、実務で使用できる中国語を短期間で効率的に学生に身につけさせるための教材開発と中国語教員の養成に力を入れた。
拓殖大学校歌の作詞者である。

## 家族・親族
- 長男：宮原将平は物理学者。北海道大学教授。

## 著作
- 『支那の秘密結社』
- 『支那国音字典』(宮原民平・土屋明治,文求堂,1946)
- 『西廂歌劇』(金井保三・宮原民平,文求堂書店,1914)

## 参考資料
- 『宮原民平:拓大風支那学の開祖』拓殖大学創立百年史編纂室編集, 2001年.